# Cascade Investment
Cascade Investment, L.L.C. ist eine von Bill Gates gegründete Investmentgesellschaft und Holding.
Mehr als die Hälfte des Vermögens von Bill Gates befand sich 2012 in Vermögenswerten außerhalb von Microsoft-Aktien.

## Bekannte Investments
| Unternehmen                     | Ticker                    | Sektor                             | Anteil % |
| ------------------------------- | ------------------------- | ---------------------------------- | -------- |
| Four Seasons Hotels and Resorts | –                         | Hotellerie                         | 71,5%    |
| Ecolab                          | New York Stock Exchange   | Reinigung und Hygiene              | 25%      |
| Canadian National Railway       | Toronto Stock Exchange    | Verkehr & Logistik                 | 10%      |
| FEMSA                           | Bolsa Mexicana de Valores | Getränke (Lebensmittelindustrie)   | (?)      |
| Berkshire Hathaway              | New York Stock Exchange   | Holding & Beteiligungsgesellschaft | 4%       |
| Strategic Hotels & Resorts      | –                         | Hotellerie                         | 9,8 %    |
| Republic Services               | New York Stock Exchange   | Abfallwirtschaft                   | 30,9 %   |
| John Deere                      | New York Stock Exchange   | Landmaschinenbau                   | (?)      |
| Bunzl                           | London Stock Exchange     | Distribution und Outsourcing       | 6%       |
| Carpetright                     | London Stock Exchange     | Einzelhandel                       | 3%       |
| Diageo                          | London Stock Exchange     | Getränke (Lebensmittelindustrie)   | (?)      |
| AutoNation                      | New York Stock Exchange   | Autohandel                         | 14%      |
| Microsoft                       | NASDAQ                    | Software und Hardware              | 3,6 %    |
| Beyond Meat                     | NASDAQ                    | Lebensmittelindustrie              | (?)      |
| Ritz-Carlton                    | –                         | Hotellerie                         | (?)      |
| TerraPower                      | –                         | Kernenergie (Forschung)            | (?)      |